# Stenoschema
Stenoschema is een geslacht van rechtvleugeligen uit de familie sabelsprinkhanen (Tettigoniidae). De wetenschappelijke naam van dit geslacht is voor het eerst geldig gepubliceerd in 1895 door Redtenbacher.

## Soorten
Het geslacht Stenoschema omvat de volgende soorten:
- Stenoschema angustipenne Beier, 1954
- Stenoschema brevipenne Brunner von Wattenwyl, 1895
- Stenoschema gracile Brunner von Wattenwyl, 1895
- Stenoschema longipenne Beier, 1954
- Stenoschema pleminioides Brunner von Wattenwyl, 1895
- Stenoschema recticauda Beier, 1954